# Manuels sans frontières
Manuels sans frontières est une association humanitaire de type loi française de 1901. 

## Histoire

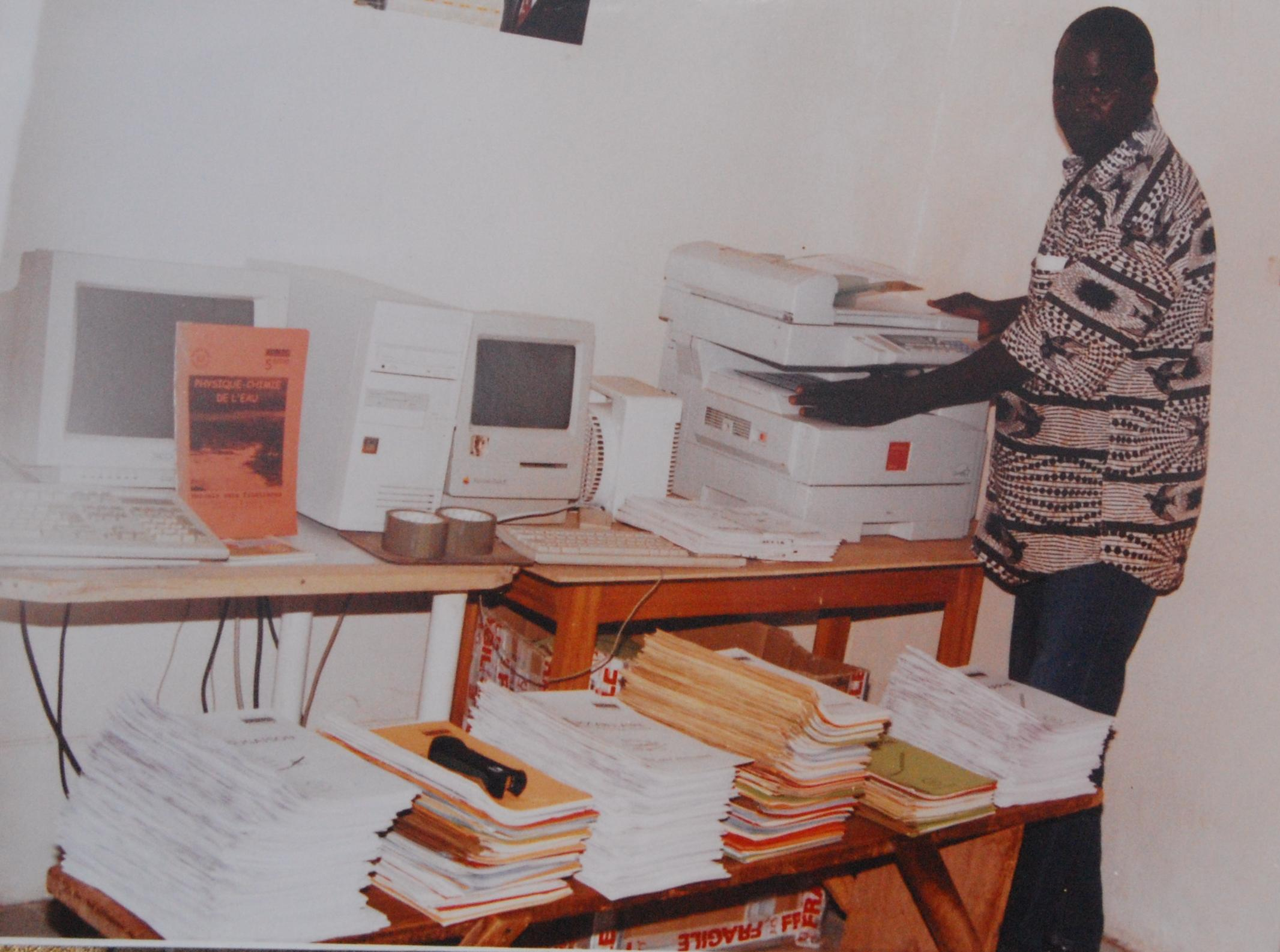
Impression de manuels sans frontières dans la micro-imprimerie de l'association à Ouagadougou

L'association Manuels sans frontières a été créée le 3 mai 2003 . Les premiers manuels sans frontières ont été conçus pour des établissements scolaires du Burkina Faso.
Depuis février 2005, les manuels sans frontières sont imprimés dans une micro-imprimerie installée à Ouagadougou, sous la responsabilité d'un représentant local. Ce procédé permet de participer au développement économique local tout en économisant les frais de transport depuis la France.

## Statuts
Conformément aux statuts de l'association, les auteurs s'interdisent toutes formes de prosélytisme dans les domaines politique, religieux et philosophique. D'autre part, les comptes de l'association sont publics et peuvent être consultés librement sur son site internet.

## Réalisations

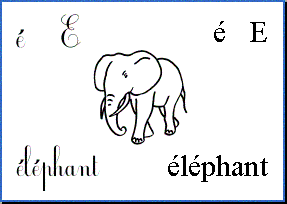
Planche extraite de l'abécédaire

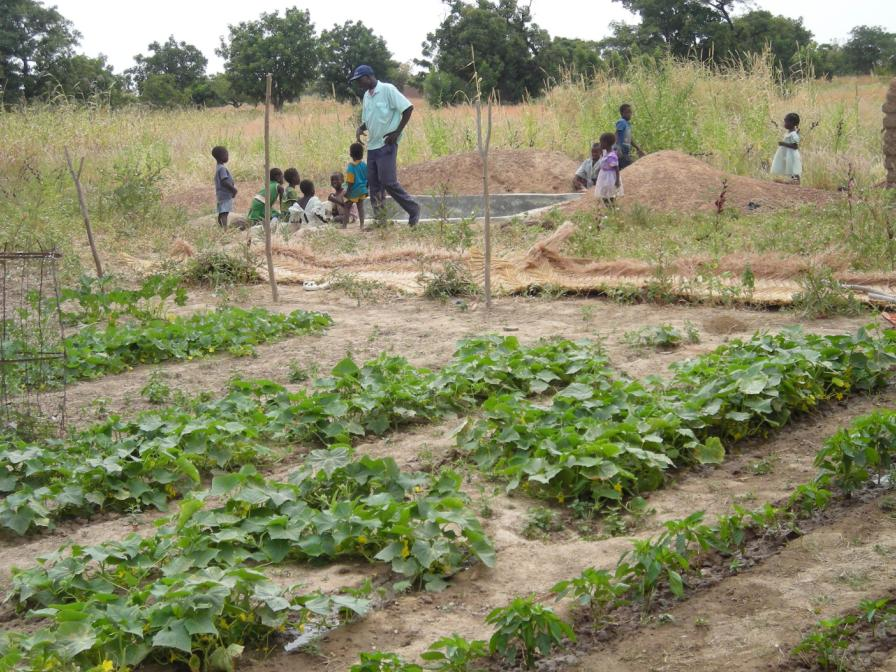
Potager scolaire d'une école de Komsilga

Manuels sans frontières propose une dizaine de manuels, des niveaux primaire et secondaire, ainsi que des planches didactiques, dans les disciplines suivantes : français, mathématiques, physique-chimie, agronomie et santé. Ces documents sous format PDF peuvent être téléchargés librement sur le site internet de l'association.
Les ouvrages sont rédigés de manière individuelle ou collective. Lorsqu'une première version est éditée, les utilisateurs sont invités à formuler des remarques destinées à corriger ou abonder les contenus. Parmi les manuels sans frontières de français, on trouve des planches destinées à être affichées en classe. Ces documents d'alphabétisation permettent de familiariser les apprenants jeunes ou adultes avec les lettres de l'alphabet.
Manuels sans frontières participe à l'implantation de potagers scolaires. L'association a pour cela édité le manuel « Conduite d'un potager scolaire en Afrique de l'Ouest ». Manuels sans frontières a également financé l'implantation de potagers scolaires dans les départements de Komsilga et de Komki-Ipala, au Burkina Faso, en achetant localement du matériel : semences, outils et grillage.